# جان فرانسوا بونس
جان فرانسوا بونس (بالفرنسية: Jean-François Pons)‏ (و. 1688 – 1752 م) هو لغوي، من فرنسا، ولد في روديز، توفي عن عمر يناهز 64 عاماً.